# Chlorita prosta
Chlorita prosta är en insektsart som beskrevs av Irena Dworakowska 1981. Chlorita prosta ingår i släktet Chlorita och familjen dvärgstritar. Inga underarter finns listade i Catalogue of Life.